# Заповідники та пам'ятки природи, 1932 (книжка)

## Бібліографічне посилання

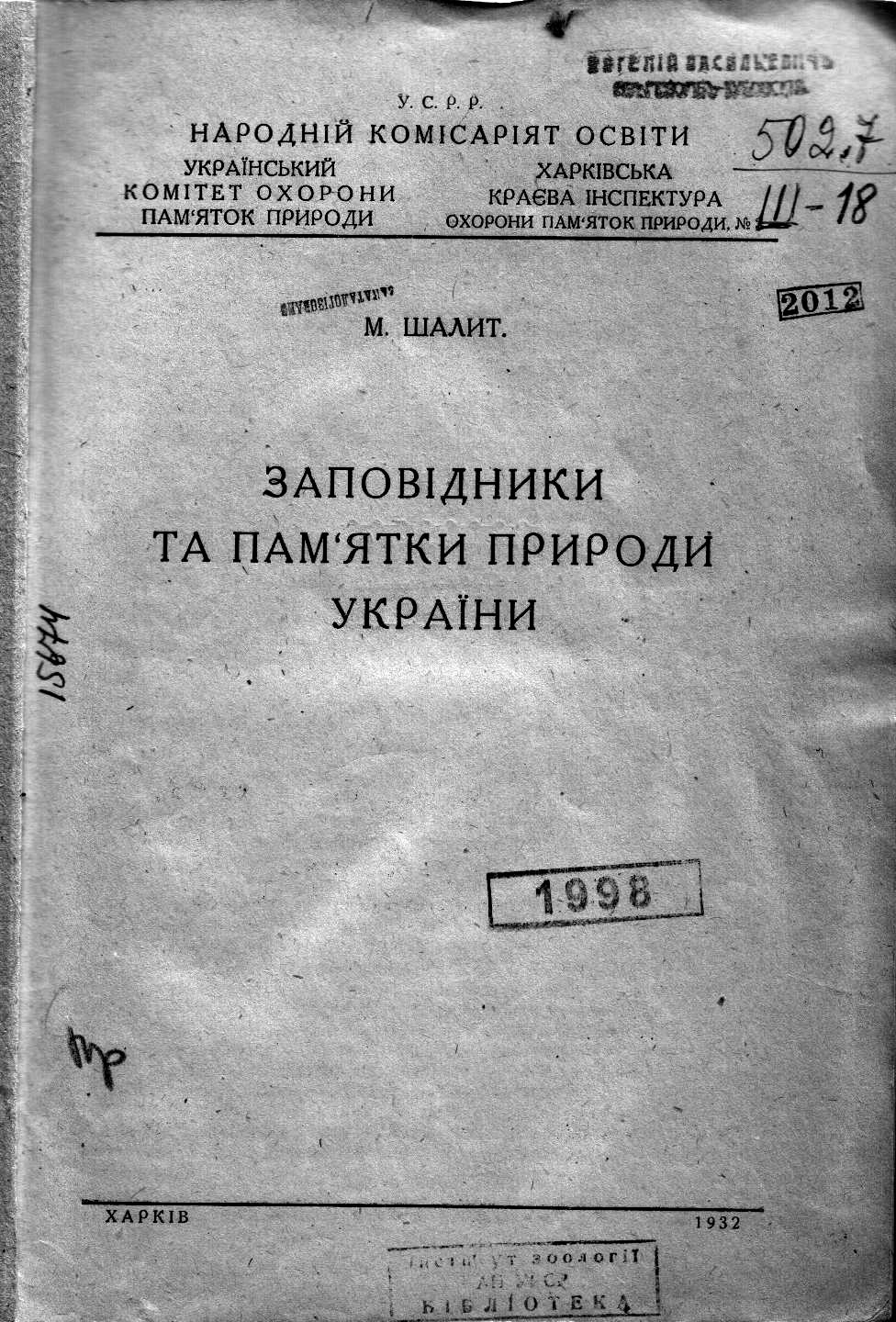
Шалит М. Заповідники та пам'ятки природи України. — Харків, 1932, 76 с.

## Зміст
1. Вступ
2. Відомості з історії охорони пам'яток природи на Україні
3. Мета та завдання охорони пам'яток природи
4. Основні типи пам'яток природи та методи їх охорони
5. Районування об'єктів охорони природи
6. Структура органів охорони пам'яток природи на Україні
7. Заповідники України
8. Пам'ятки природи України
9. Висновки
10. Реєстр пам'яток природи та Заповідників України
11. Розподіл існуючих пам'яток природи та заповідників за адміністративними районами
12. Постанови Уряду щодо охорони пам'яток природи

## Про книжку
Підсумковою працею роботи Українського комітету охорони пам'яток природи (1926—1932) стала книжка М.Шалита «Заповідники і пам'ятки природи України» (1932) (Шалит, 1932), видана в 1932 році спільно Українським комітетом охорони пам'яток природи та Харківською краєвою інспектурою охорони пам'яток природи. Книга виходить вже після запровадження цензури і тому автор уникає емоційних висловлювань щодо заповідної справи та гасел, згадувань про «заборонених» лідерів природоохоронного руху, натомість багато йдеться про радянську владу, в деталях описується господарська користь заповідників.
Попри незначну еколого-ідеологічну складову, книга стає зведенням всієї дозволеної інформації про українські природоохоронні території станом на 1932 рік, включає наявні нормативно-правові акти, структуру інспектур та пояснення механізму роботи природоохоронної галузі.
Видання також містить описи всіх 124 існуючих пам'яток природи, що в свою чергу, поділяються на державні заповідники та пам'ятки природи у вузькому розумінні. Заказники, які також існують у 1932 році, утворюються на термін 3-5-10 років установами, що здійснюють заготівлю дичини і слугують для поновлення запасів дичини на угіддях. Відтак, М.Шалит зазначає, що віднесення заказників до пам'яток природи з огляду на їх тимчасовість, можливо лише умовно, а відтак — не розглядає їх у виданні.
М. Шалит наголошує на тому що мережа пам'яток природи і заповідників нерепрезенативна і деякі регіони не мають їх зовсім . Серед «чергових завдань» охорони пам'яток, автор називає передусім розширення мережі природоохоронних територій та популяризацію заповідної справи. «Значна кількість пам'яток ще прихована від нашого ока і чекає на її дослідження» — пише він. Фактично, книга підводить риску під першим етапом розвитку заповідної справи в Україні.

## Заборона книги
У 40-х роках Головлітом заборонено видавати в бібліотеках чимало книжок природоохороної тематики. Серед перших у цих чорних списках була і ця книга.